# Бизнес-карта
Бизнес-карта (от англ. business cards) — это совокупность печатной продукции (сами карточки «Бизнес-карты») и конструкция из металла или пластика в виде панно (на ножках или без), которая называется рекламный стенд. Он содержит определённое количество ячеек, в которых располагается печатная рекламная продукция (бизнес-карты и не только). Применяется в торговых центрах, в кинотеатрах, в розничных сетях. Смысл использования данного вида рекламы — экономия на рекламной продукции (люди берут только то, что им надо), экономия на человеческих нервах (продавец не навязывает покупателю свою рекламу) и экономия на личном пространстве человека (форма визитки — самая удобная форма хранения информации).

## Форматы печатной продукции для использования в рекламных стендах с бизнес-картами
- Формат «Бизнес-карта» (визитка) — 5×9 см.
- Формат А6 (листовка)

Отдельные карманы другого размера под:
- Формат А5
- Формат А4

## Места размещения стендов с бизнес-картами
- Супермаркет
- Развлекательный центр
- Автосервис, автомойка, автосалон
- Торговый центр
- АЗС (автозаправочные станции)
- Ресторан, кафе, бар (любые пункты общественного питания)

В принципе, любые места массового скопления народа. Чем больше проходимость, тем больше потенциальных клиентов у организаций, размещающих свои бизнес-карты на рекламных стендах.